# Lista över ledamöter av Sveriges riksdags andra kammare 1922–1924
Ledamöter av Sveriges riksdags andra kammare 1922–1924.
Ledamöterna invaldes vid valet 12 september 1921, men nyinvalda tillträdde sina riksdagsplatser först 1922.

## Stockholms stad
- Arvid Lindman, konteramiral, h
- Sven Edward Julius Lübeck, statsråd, h
- Erik Nylander, direktör, h, f. 1885
- Karl Starbäck, lektor, f. 1863, h
- Bertha Wellin, sjuksköterska, h
- Henrik Kinmanson, byrådirektör, h
- Nils Edén, landshövding, f. 1871, l
- Hjalmar Branting, tidigare statsminister, s
- Herman Lindqvist, telegraffullmäktige, s
- Per Albin Hansson, redaktör, s
- Oskar Hagman, kassör, s, f. 1880
- Edvard Johanson, förtroendeman, s, f. 1882
- Agda Östlund, sömmerska, s
- Ernst Eriksson, förste kontorsbiträde, s, f. 1881
- Karl Wiktor Holmström, ledamot av arbetsrådet, s
- Karl Kilbom, ekonomichef, k

## Stockholms län
- C.A. Sundling, lantbrukare, h, f. 1871
- Per Henning Sjöblom, lantbrukare, s
- Karl Johan Söderberg, ombudsman, s, f. 1877
- Martin Andersson i Igelboda, snickare, s, f. 1886
- Jakob Pettersson i Södertälje, borgmästare, f. 1866
- Sven Johan Karlsson i Nynäshamn, snickare, s, f. 1874
- Erik Åkerlund, godsägare, f. 1853
- Karl Verner Karlsson i Vätö, stenhuggare, s, f. 1882
- Allan Andersson i Tungelsta, småbrukare, s, f. 1886

## Uppsala län
- Oscar Lundquist, arrendator, h, f. 1860
- Carl Gustaf Olsson i Golvasta, lantbrukare, bf, f. 1885
- Eric Björnberg, lantbrukare, f
- Karl August Borg, snickare, s, f. 1866
- Oskar Sjölander, folkskollärare, s, f. 1880

## Södermanlands län
- Erik Laurén, fabriksförvaltare, h
- Elisabeth Tamm, godsägare, h
- Gustaf Olsson i Ramsta, lantbrukare, f, f. 1867
- Conrad Jonsson, chefredaktör Tidningen Folket, s
- Carl Johan Johansson i Uppmälby, hemmansägare, s, f. 1867
- Karl Teodor Andersson, redaktör Tidningen Folket, s
- Erik Lundbom, lantbrukare, s

## Östergötlands län
- Karl Ward, redaktör Folkbladet, s
- David Hjalmar Pettersson i Bjälbo, lantbrukare, h, f. 1866
- Erik Gustaf Johansson i Kullersta, lantbrukare, s, f. 1864
- Gottfrid Karlsson i Vadstena, lokomotivförare, s, f. 1882
- Sven Olsson i Labbemåla, lantbrukare, f, f. 1870
- Gustaf Adolf Björkman, borgmästare Norrköping, h, f. 1871
- Karl Allan Westman, lantbrukare, bf, f. 1883
- Frans Ericson i Boxholm, smed, s, f. 1879
- Carl Sjögren, redaktör, s, f. 1869
- Theodor af Ekenstam, häradshövding, h, f. 1858
- Gustav Anton Holmberg, järnarbetare, s
- Carl Knutsson, stationsskrivare, s, f. 1878

## Jönköpings län
- Erik Fast, möbelsnickare, s, f. 1883
- Felix Hamrin, direktör, f
- Lucas Petersson i Broaryd, ombudsman, bf
- Johan August Jonsson i Hökhult, lantbrukare, h, f. 1851
- Gottfrid Svärd, banmästare, s, f. 1880
- Axel Eurén, lasarettsläkare, h, f. 1862
- Oscar Carlström, lantbrukare, f
- Oscar Johanson i Huskvarna, fabriksarbetare, h, f. 1870
- Carl Johan Jonsson i Mörkhult, häradsdomare, h

## Kronobergs län
- Otto Magnusson i Tumbhult, hemmansägare, h
- Herman Blomquist, lokomotivförare, s, f. 1879
- Peter Magnus Olsson i Blädinge, hemmansägare, h
- Hjalmar Svensson i Grönvik, lantbrukare, bf
- Erik Rydström, lantbrukare, f, f. 1881
- Henning Leo, lokomotiveldare, s

## Kalmar län
- David Norman, lantbrukare, h
- Sigurd Carlsson, lantbrukare i Solberga, h, f. 1870
- Valerius Olsson, regementspastor, h
- Albert Johansson i Kragstorp, hemmansägare, h
- Carl Johanson i Hörninge, lantbrukare, bf, f. 1871
- Emil Gustafson, lantbrukare, f
- Karl Magnusson i Kalmar, parkföreståndare, s
- Lars Dalgren, lektor, s, f. 1887
- Ruben Wagnsson, folkskollärare, s

## Gotlands län
- Hugo Karlström i Lummelunda, landstingsman, bf
- Theodor Hansén, lantbrukare, f, f. 1867
- Theodor Gardell, hemmansägare, bf

## Blekinge län
- Algot Törnkvist, redaktör, s
- John Jönsson i Boa, lantbrukare, h, f. 1862
- Oskar Kloo, kamrer, s, f. 1867
- Björn Frithiofsson Holmgren, kommendörkapten, h, f. 1872
- Ola Jeppsson, hemmansägare, f
- Robert Berg, stuveriarbetare, s, f. 1877

## Kristianstads län
- Lars Borggren, bageriföreståndare, s
- Raoul Hamilton, greve, f, f. 1855
- Per Nilsson i Bonarp, hemmansägare, h, f. 1865
- Lars Anton Björklund, vagnsreparatör, s, f. 1881
- Sven Bengtsson i Norup, lantbrukare, f, f. 1866
- Swen Persson i Fritorp, lantbrukare, h, f. 1875
- Nils Björk i Tryde, banvakt, s, f. 1866 (död 1949)
- Ola Isacsson, kvarnarbetare, s
- Swen Jönsson i Fridhill, lantbrukare, f, f. 1877

## Fyrstadskretsen
- Arthur Engberg, redaktör Social-Demokraten, s
- Martin Jensen, järnvägstjänsteman, s, f. 1881
- Värner Rydén, folkskollärare, s
- Nils Winkler, köpman, h, f. 1870
- Ola Hansson Waldén, folkskollärare, s, f. 1869
- Carl Lovén, konduktör, s
- Claes Lindskog, professor, h
- Harry Weibull, direktör, h, f. 1875

## Malmöhus län
- Daniel Poppius, agronom, h, f. 1882
- Jonny Fjellman, ryttmästare, h
- Olof Olsson, lantbrukare, bf
- Janne Nilsson i Hörby, lantbrukare, bf, f. 1882
- Johan Jönsson i Revinge, lantbrukare, f, f. 1875
- F.V. Thorsson, statsråd, s
- Olof Nilsson i Tånga, lantbrukare, s, f. 1863
- Per Edvin Sköld, statssekreterare, s
- Nils Törnkvist, gruvarbetare, s
- Olof Andersson i Höör, skomakare, s, f. 1872
- Anders Paulsen, lantbrukare, s, f. 1876

## Hallands län
- Anders Henrikson, lantbrukare, h
- Richard Hermelin, friherre, godsägare Fröllinge gods, h, f. 1862
- Erik Uddenberg, fängelseläkare, h
- Nils Johansson i Brånalt, lantbrukare, bf, f. 1864
- Axel Lindqvist, glasslipare, s
- Carl Strid, fattigvårdskonsulent, s, f. 1875

## Göteborgs stad
- Emil Kristensson, folkskollärare, s
- Algot Sjöström, bageriarbetare, s
- Edvard Lithander, direktör, h, f. 1870
- Julius Hedvall, stationskarl, s, f. 1886
- Carl Wilhelm Oskar Höglund, stationsförman, s, f. 1868
- Pehr Pehrsson, kyrkoherde, h, f. 1867
- Erik Röing, grosshandlare, f
- Nelly Thüring, fotograf, s

## Göteborgs och Bohus län
- Oscar Nathanael Olsson (senare Broberg), lantbrukare, h
- Axel Ljungberg, redaktör Nya Lysekils-Kuriren, s, f. 1882
- Cornelius Olsson i Berg, lantbrukare, h, f. 1857
- Carl Vilhelm Carlsson i Mölndal, ombudsman, s, f. 1876
- Oscar Osberg, lantbrukare, f
- Bernhard Corneliusson, lantbrukare, h, f. 1866
- Carl Brännberg, kamrer, s
- Herman Andersson i Grimbo, lantbrukare, bf
- Adolf Wallerius, kyrkoherde, h, f. 1874

## Älvsborgs län

### Norra valkretsen
- Anders Hansson i Trollhättan, handlande, s, f. 1882
- Otto Silfverschiöld, friherre, godsägare, h, f. 1871
- Arthur Wilhelm Gustafsson i Kasenberg, lantbrukare, h
- Anders Lindgren, lantbrukare, bf, f. 1874
- August Danielsson, lantbrukare, f, f. 1876
- Axel Andersson i Kroken, lantbrukare, f, f. 1864
- Carl Petrus Olsson i Mellerud, banvakt, s, f. 1881

### Södra valkretsen
- Svening Alfred Larsson i Kroken, lantbrukare, h, f. 1856
- Edvin Leffler, disponent, h, f. 1875
- Gustaf Gustafsson i Älvsered, disponent, h, f. 1875
- Karl Arthur Ryberg, lantbrukare, bf, f. 1882
- Sven Ljungkvist, ordförande Borås arbetarkommun, s, f. 1880

## Skaraborgs län
- Karl Magnusson i Skövde, trädgårdsmästare, h
- Carl Arvid Anderson i Storegården, lantbrukare, h, f. 1887
- Emil Bengtsson i Kullen, lantbrukare, h, f. 1875
- August Månsson i Backa, lantbrukare, bf, f. 1857
- Gustav Johansson (senare Hallagård), lantbrukare, bf
- August Lundén, lantbrukare, f
- Helge Bäcklund, konduktör, s
- Johan Wilhelm Billqvist, folkskollärare, s, f. 1867
- Carl Bodén, fabrikör, f
- Carl Otto Vahlstedt, småbrukare, s

## Värmlands län
- Carl Ros, godsägare, h, f. 1866
- Nils Svensson i Långelanda, lantbrukare, h, f. 1861
- Carl Jansson i Edsbäcken, hemmansägare, f, f. 1858
- Johan Igel i Getebol, lantbrukare, f, f. 1855
- Alfred Persson i Björsbyholm, lantbrukare, f, f. 1862
- Lars Johan Carlsson i Frosterud, lantbrukare, s, f. 1863
- Anders Norsell, kassör, s
- Herman Norling, snickare, s
- Emil Andersson i Prästbol, lantbrukare, s, f. 1876
- August Spångberg, järnvägstjänsteman, k

## Örebro län
- Anders Petter Gustafsson i Örebro, direktör, h, f. 1852
- Ivar Pettersson i Stäringe, lantbrukare, bf, f. 1876
- Erik Agabus Nilson i Örebro, bankofullmäktig, l, f. 1862
- Petrus Ödström, godsägare, f, f. 1868
- Anders Anderson i Råstock, banvakt, s, f. 1874
- Edvard Uddenberg, handlande, s, f. 1870
- Viktor Öhman, posttjänsteman, s, f. 1877
- Olof Nilsson i Örebro, modellsnickare, s, f. 1874
- Carl Molin, folkskollärare, s, f. 1875

## Västmanlands län
- Ludvig Lorichs, bruksägare Bernshammars bruk, h
- Anders Johan Johansson i Bro, häradsdomare, bf, f. 1863
- Adolf Janson i Kungsör, hemmansägare, f, f. 1860
- Viktor Larsson i Västerås, redaktör, s
- August Wilhelm Pettersson i Köping, filare, s
- Emil Olovson, redaktör Västmanlands Folkblad, s
- Anton Eklund, stationskarl, s

## Kopparbergs län
- August Ernfors (tidigare Eriksson), lantbrukare, h
- Gustaf Nilsson i Vibberbo, kassör, bf, f. 1860
- Eskils Hans Hansson i Bäck, hemmansägare, f, f. 1857
- Gustaf Andersson i Rasjön, hemmansägare, f
- Johan Bernhard Eriksson i Grängesberg, pensionsfullmäktige. s, f. 1878
- Anders Olsson i Mora, huvudredaktör Mora Tidning, s
- Robert Jansson i Falun, möbelsnickare, s, f. 1868
- Fredrik Aarnseth, hemmansägare, s, f. 1872
- Gustaf Pettersson (senare Hellbacken), kommunalnämndsordförande Ludvika, s
- Verner Karlsson i Grängesberg, gruvarbetare, k, f. 1880

## Gävleborgs län
- Nils Holmström, kapten, h
- Johan Johansson i Kälkebo, hemmansägare, bf
- Olof Johansson i Edsbyn, byggmästare, f
- Lars Olsson i Hov, lantbrukare, f, f. 1869
- August Sävström, ombudsman, s
- Adolv Olsson i Gävle, redaktör Hälsinglands Folkblad, s
- Per Granath, postiljon, s, f. 1882
- Fabian Månsson i Hagaström, f.d. järnvägsarbetare, s, f. 1872
- Ernst Lindley, kamrer, s
- Viktor Herou, jordbrukare, k

## Västernorrlands län
- Carl Öberg, hemmansägare, h
- Gerhard Strindlund, hemmansägare, bf
- Ivar Österström, redaktör Västernorrlands Allehanda, f
- Robert Karlsson i Gasabäck, glasarbetare, f, f. 1869
- Carl Alfred Svensson i Skönsberg, arbetare, s
- Ivar Vennerström, redaktör Nya Norrland, s
- Mauritz Västberg, redaktör Nya Samhället, s
- Carl Oscar Johansson i Sollefteå, kamrer, s, f. 1875
- Helmer Lagerkwist, järnvägsman, s, f. 1887
- Helmer Molander, arbetare, k, f. 1892

## Jämtlands län
- Samuel Hedlund i Häste, agronom, h, f. 1878
- Per Persson i Trången, mejeriföreståndare, bf, f. 1869
- Johan Olofsson i Digernäs, hemmansägare, f, f. 1860
- Carl Sehlin, folkskoleinspektör, f, f. 1873
- Verner Hedlund i Östersund, fattigvårdskonsulent, s

## Västerbottens län
- Ewald Lindmark, hemmansägare, h, f. 1885
- Ludwig Brännström, lantbrukare, h
- Adolf Wiklund, lantbrukare, h
- Anton Wikström, redaktör Norra Västerbotten, f, f. 1876
- Werner Bäckström, folkskollärare, f
- Johan Rehn, lantbrukare, f, f. 1865
- Elof Lindberg, redaktör Västerbottens Folkblad, s

## Norrbottens län
- Nils Erik Nilsson i Antnäs, hemmansägare, h
- Kristoffer Bergström, lantbrukare, h, f. 1880
- Adolf Linus Lundström, hemmansägare, f, f. 1870
- Ernst Hage, förste järnvägsbokhållare, s, f. 1876
- Oscar Lövgren i Nyborg, fiskare, s, f. 1888
- Jonas Dahlén, gruvarbetare, k, f. 1881
- Robert Samuelsson, lokomotivförare, k